# Provincia dell'Hainaut

Logo

L'Hainaut /ɛ'no/ (in vallone Hinnot, in piccardo Hénau, in olandese Henegouwen /'he:nəˌxʌwən/, in tedesco Hennegau, in italiano storico Annonia) è una provincia della Vallonia, una delle tre regioni del Belgio. Confina con le province belghe delle Fiandre Occidentali, delle Fiandre Orientali, del Brabante Fiammingo e del Brabante Vallone a nord, di Namur a est e con la Francia (dipartimenti delle Ardenne, dell'Aisne e del Nord) a sud-ovest. Il suo capoluogo è Mons. Occupa una superficie di 3787 km² ed è divisa in sette distretti amministrativi (arrondissement in francese) che contengono 69 comuni.
Antica contea imperiale, fu ereditata da Carlo d'Asburgo (il futuro Carlo V) nel 1506. Nel 1556 Filippo II la incorporò alla corona spagnola. Nel 1678, a seguito della Trattato di Nimega, gran parte del suo territorio passò alla Francia di Luigi XIV. Nel 1713, con il Trattato di Utrecht, la contea divenne parte dei Paesi Bassi austriaci, poi della Francia rivoluzionaria (1795) con il nome di dipartimento di Jemappes. Nel 1815 l'Hainaut fu incorporato al Regno dei Paesi Bassi e nel 1839, a seguito del Trattato di Londra, al Belgio.

## Comuni
| Arrondissement di Ath: - Ath - Belœil - Bernissart - Brugelette - Chièvres - Ellezelles - Flobecq - Frasnes-lez-Anvaing                                                                | Arrondissement di Charleroi: - Aiseau-Presles - Chapelle-lez-Herlaimont - Charleroi - Châtelet - Courcelles - Farciennes - Fleurus - Fontaine-l'Évêque - Gerpinnes - Les Bons Villers - Manage - Montigny-le-Tilleul - Pont-à-Celles - Seneffe | Arrondissement di Mons: - Boussu - Colfontaine - Dour - Frameries - Hensies - Honnelles - Jurbise - Lens - Mons - Quaregnon - Quévy - Quiévrain - Saint-Ghislain |
| Arrondissement di Mouscron: - Comines-Warneton - Mouscron Arrondissement di Soignies: - Braine-le-Comte - Écaussinnes - Enghien - La Louvière - Le Rœulx - Lessines - Silly - Soignies | Arrondissement di Thuin: - Anderlues - Beaumont - Binche - Chimay - Erquelinnes - Estinnes - Froidchapelle - Ham-sur-Heure-Nalinnes - Lobbes - Merbes-le-Château - Momignies - Morlanwelz - Sivry-Rance - Thuin                                | Arrondissement di Tournai: - Antoing - Brunehaut - Celles - Estaimpuis - Leuze-en-Hainaut - Mont-de-l'Enclus - Pecq - Péruwelz - Rumes - Tournai                 |